# Вулф-Рівер (округ Ланглейд, Вісконсин)
Вулф-Рівер (англ. Wolf River) — місто (англ. town) в США, в окрузі Ланґлейд штату Вісконсин. Населення — 783 особи (2020).

## Демографія
Згідно з переписом 2010 року, у місті мешкала 731 особа в 347 домогосподарствах у складі 241 родини. Було 898 помешкань
Расовий склад населення:
| - 97,3 % — білих - 0,7 % — корінних американців - 0,3 % — чорних або афроамериканців - 0,1 % — азіатів |

До двох чи більше рас належало 1,6 %. Частка іспаномовних становила 0,8 % від усіх жителів.
За віковим діапазоном населення розподілялося таким чином: 10,4 % — особи молодші 18 років, 64,2 % — особи у віці 18—64 років, 25,4 % — особи у віці 65 років та старші. Медіана віку мешканця становила 54,0 року. На 100 осіб жіночої статі у місті припадало 118,9 чоловіків;  на 100 жінок у віці від 18 років та старших — 114,8 чоловіків також старших 18 років.
Середній дохід на одне домашнє господарство  становив 50 895 доларів США (медіана — 41 042), а середній дохід на одну сім'ю — 56 732 долари (медіана — 47 788). Медіана доходів становила 39 643 долари для чоловіків та 38 571 долар для жінок. За межею бідності перебувало 13,2 % осіб, у тому числі 18,2 % дітей у віці до 18 років та 16,3 % осіб у віці 65 років та старших.
Цивільне працевлаштоване населення становило 290 осіб. Основні галузі зайнятості: виробництво — 24,5 %, освіта, охорона здоров'я та соціальна допомога — 17,9 %, мистецтво, розваги та відпочинок — 14,1 %.